# Issabel
Issabel es un software de servidor de comunicaciones unificadas que reúne PBX IP, correo electrónico, mensajería instantánea, fax y funciones colaborativas. Cuenta con una interfaz Web e incluye capacidades como un software de centro de llamadas con marcación predictiva. Nace de la migración de usuarios de Elastix al momento de ser adquirida por 3CX y reemplazar todo el desarrollo de la comunidad con su software propietario.
La funcionalidad de Issabel estará basada en proyectos libres como Elastix, Asterisk, FreePBX, HylaFAX, Openfire y Postfix. Estos paquetes ofrecen las funciones de PBX, fax, mensajería instantánea y correo, respectivamente.
Issabel es Software Libre y está liberado bajo la Licencia pública general de GNU.

## Sistemas operativos similares
- AsteriskNOW - Utiliza la interfaz gráfica de usuario de FreePBX, Mantenido por Digium
- FreePBX Distro - Distribución Oficial del Proyecto FreePBX, mantenido por Sangoma Technologies Corporation
- PBX in a flash - Usa FreePBX, mantenido por PBX in a Flash Development Team
- Trixbox - Ahora llamado Fonality, Usa una versión bifurcada de FreePBX, es mantenida por Fonality